# 스르잔 바비치
스르잔 바비치(세르비아어: Срђан Бабић, Srđan Babić, 1996년 4월 22일 ~ )는 세르비아의 축구 선수로 현재 러시아 프리미어리그의 스파르타크 모스크바에서 활동 중이다.